# Spoorlijn Ploërmel - La Brohinière
De spoorlijn Ploërmel - La Brohinière is een gedeeltelijk opgebroken Franse spoorlijn van Ploërmel naar Montauban-de-Bretagne. De lijn was 41,4 km lang en heeft als lijnnummer 472 000.

## Geschiedenis
De lijn werd geopend door de Compagnie des chemins de fer de l'Ouest op 6 april 1884. Personenvervoer werd opgeheven tussen 6 februari 1939 en 28 juni 1940 en vanaf 6 maart 1972 definitief. Goederenvervoer werd stapsgewijs opgeheven, tussen Loyat en Mauron op 6 maart 1972, tussen Ploërmel en Loyat op 26 juni 1991 en tussen Mauron en La Brohinière in 1998. 
Voor de ontwikkeling van een logistiek centrum in Gaël werd de lijn heropend voor goederenvervoer. Tussen Saint-Méen en La Brohinière op 25 maart 2009 en tussen Gaël - Saint-Méen op 6 mei 2009. Door tegenvallende kosten van de exploitatie is het heropende gedeelte sinds 2015 weer gesloten en buiten gebruik. 

## Aansluitingen
In de volgende plaatsen is of was er een aansluiting op de volgende spoorlijnen:
Ploërmel
RFN 463 000, spoorlijn tussen Châteaubriant en Ploërmel
RFN 471 000, spoorlijn tussen Questembert en Ploërmel
La Brohinière
RFN 420 000, spoorlijn tussen Paris-Montparnasse en Brest
RFN 443 000, spoorlijn tussen La Brohinière en Dinan

## Galerij

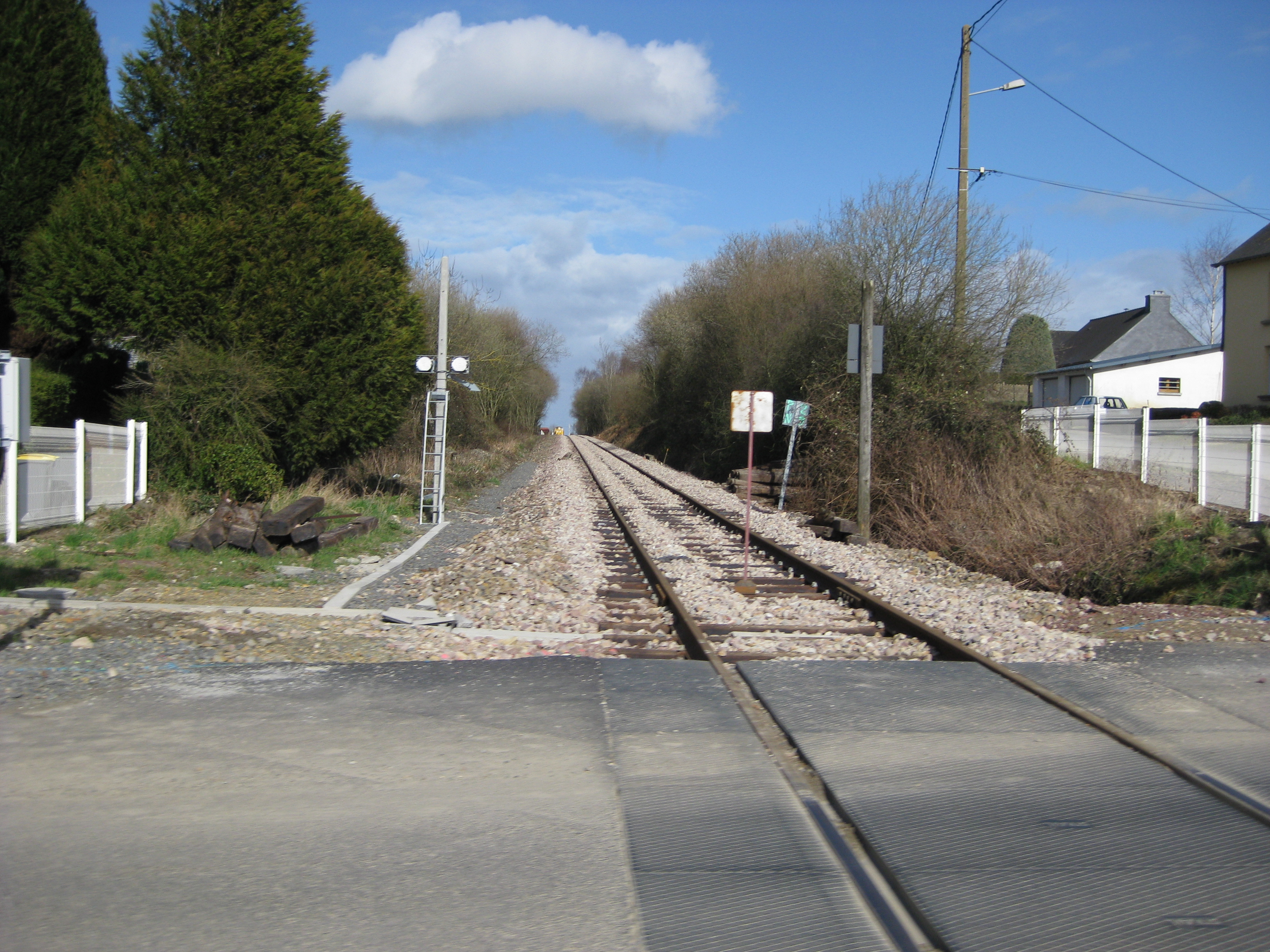
Heropende lijn bij Méen in 2009.
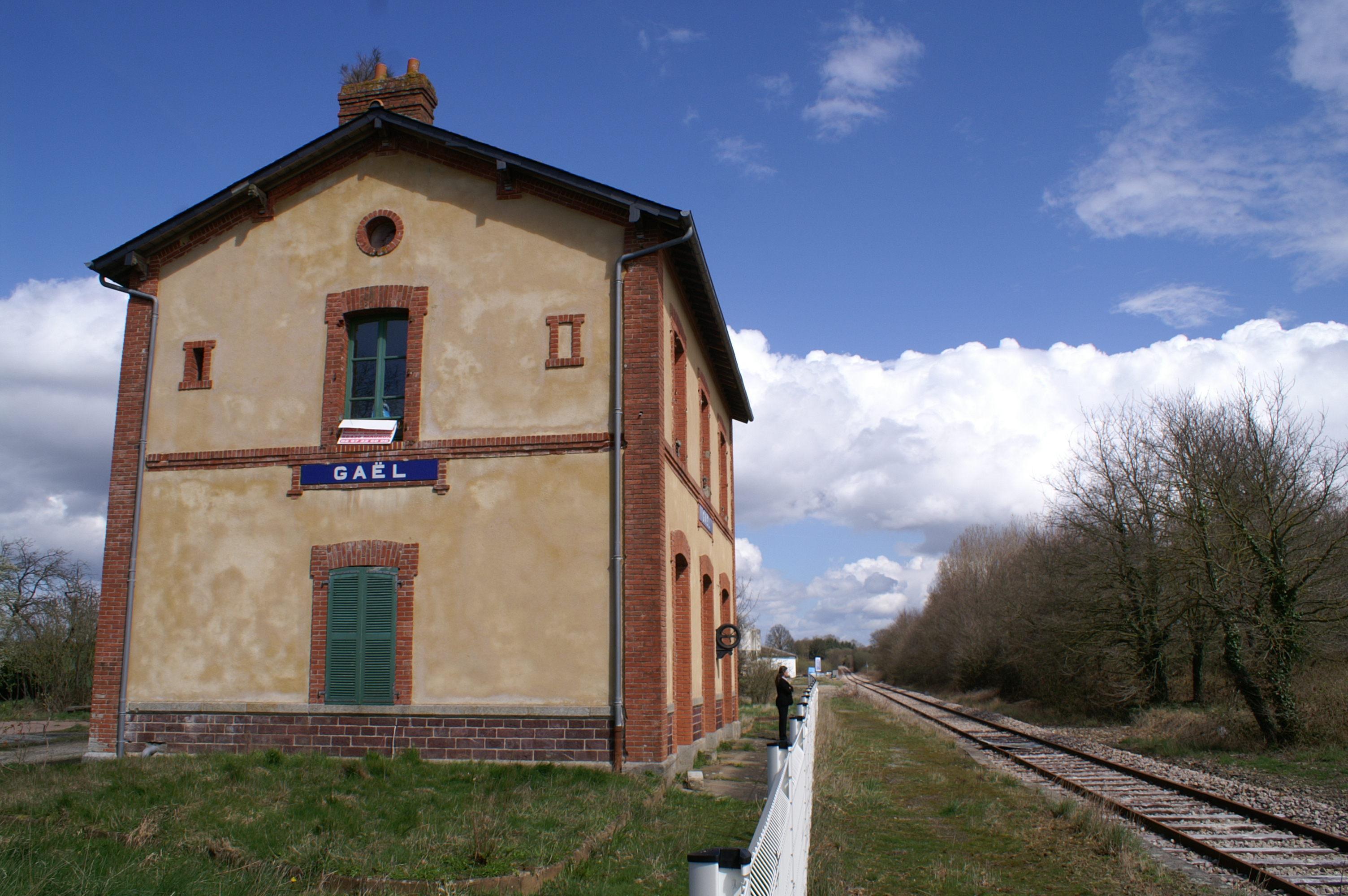
Station Gaël in 2010